# Paragabara
Paragabara là một chi bướm đêm thuộc họ Erebidae.